# Мечта Алины
«Мечта Алины» (нем. Alinas Traum) — телевизионный фильм, снятый в 2005 году в Германии.

## Сюжет
Алина любит лошадей. Ей 13 лет, она живёт с матерью-ветеринарным врачом на конезаводе. Её мечта — лошадь и успешная карьера наездника. Любимая лошадь Алины погибла в результате несчастного случая. И хотя девочка считается перспективной наездницей, её одинокая мать не в состоянии купить новую лошадь.
Однако, вскоре в конюшне появляется новый конь — красавец Сильверадо. Несмотря на то, что он принадлежит другой девочке, Алина твердо решила: лучшей хозяйки новичку не найти.
В конюшне случился пожар и Сильверадо получил травму. Хозяйка лошади, Джениффер, хочет продать больше не верховое животное и освободить место для новой лошади. Но Алина хочет участвовать на Сильверадо в турнире, и ей это удаётся, но вскоре она узнаёт, что для коня уже нашёлся покупатель.

## В ролях
- Маретт Каталин Клан: Алина
- Яна Флётотто: Дженифер
- Тим Кристофер Хаусманн: Патрик
- Aндреа Kуч: Заклинатель лошадей Aндреа Kуч
- Джаннин Бурх: Стефании Делиус
- Маттиас Буллах: Лудгер фон Хeeрен
- Изабелла Гроте: Клаир Teрюнг
- Неитхардт Риедел: Kлаус Лютткенхус
- Ян Хендрик Хеинџман: Ёрис
- Катрин Ёстерот: Никол
- Ян Эплөрбракке : Комар
- Нико Холенбєк: Блоха
- Патрик Мёлер: Лукас

## Альтернативные названия
- Германия: Alina 3x60 мин. D 2005[3]
- : Un Amour de cheval (Ун Амоур де Ҷевапъ); TВ Франция: 31.10.2007[4]
- Чешская Республика: Alinin sen Апинин ѕен[5]
- Венгрия: Alina álma Алина апма[6]